# Gliese 1061 c
Gliese 1061 c è un pianeta extrasolare in orbita attorno alla stella Gliese 1061, una nana rossa distante 12 anni luce dal sistema solare. Scoperto assieme ad altri due pianeti nel 2019 con il metodo della velocità radiale attraverso lo strumento HARPS dell'ESO, il pianeta è una super Terra e si trova nella zona abitabile della sua stella. Secondo il Planetary Habitability Laboratory dell'Università di Portorico ad Arecibo, a gennaio 2020 il suo indice di similarità terrestre (0,88) è il quinto tra i pianeti che orbitano nella zona abitabile conservativa della propria stella.

## Caratteristiche
Non essendo stato osservato un transito, del pianeta è nota solo la massa minima, che risulta essere del 75% superiore a quella terrestre; dovrebbe quindi trattarsi di una super Terra con superficie rocciosa. 
Orbita in 6,7 giorni ad appena 0,035 UA dalla stella, ossia poco più di 5 milioni di chilometri, tuttavia data la bassa luminosità di Gliese 1061, che è un millesimo di quella del Sole, riceve solo il 35% in più della radiazione che riceve la Terra dal Sole. La sua temperatura di equilibrio è stata stimata essere di circa 275 K, 20 gradi in più della temperatura di equilibrio della Terra.